# Severní Sosva
Severní Sosva (rusky Северная Сосьва [Severnaja Sosva]) je řeka v Chantymansijském autonomním okruhu v Ťumeňské oblasti v Rusku. Je dlouhá 754 km. Plocha povodí měří 98 300 km².

## Průběh toku
Vzniká soutokem Velké a Malé Sosvy, které stékají z východního svahu Severního Uralu. Teče po severozápadní části Západosibiřské roviny v široké bažinaté dolině, v níž údolní niva dosahuje šířky až 40 km. Šířka říčního koryta dosahuje 1 km. Na dolním toku teče v jedné dolině rovnoběžně s Obem, kde je mnoha průtoky propojena s Malou Obí a se svým přítokem Vogulkou, přičemž vytváří ostrovy. Ústí zleva do ramene Obu Malá Ob.

## Přítoky
- zprava – Malá Sosva
- zleva – Ljapin, Vogulka

## Vodní režim
Zdrojem vody jsou převážně sněhové srážky. Průměrný roční průtok vody činí 860 m³/s. Zamrzá na konci října až v listopadu a rozmrzá na konci dubna až v květnu. Nejvyšších vodních stavů dosahuje od května do září.

## Využití
Je splavná. Vodní doprava je možná na dolním toku. V povodí dolního toku se nacházejí naleziště zemního plynu.